# 姜渭春
姜渭春（1835年—1897年），字晴川，号树雨，山東省濟南府歷城縣人，清朝政治人物。

## 生平
光緒二年（1876年）丙子恩科3甲第112名進士。同年五月（6月3日），經吏部掣簽，授即用知縣。初署直隶东光县知县，改新城县，升祁州知州，因治案有功保升知府，不久患痰喘，引疾告归，主讲曹州重华書院。晚年著述甚豐，有《留余堂诗文集》、《公集日记彔》等，皆散佚。